# Egyek

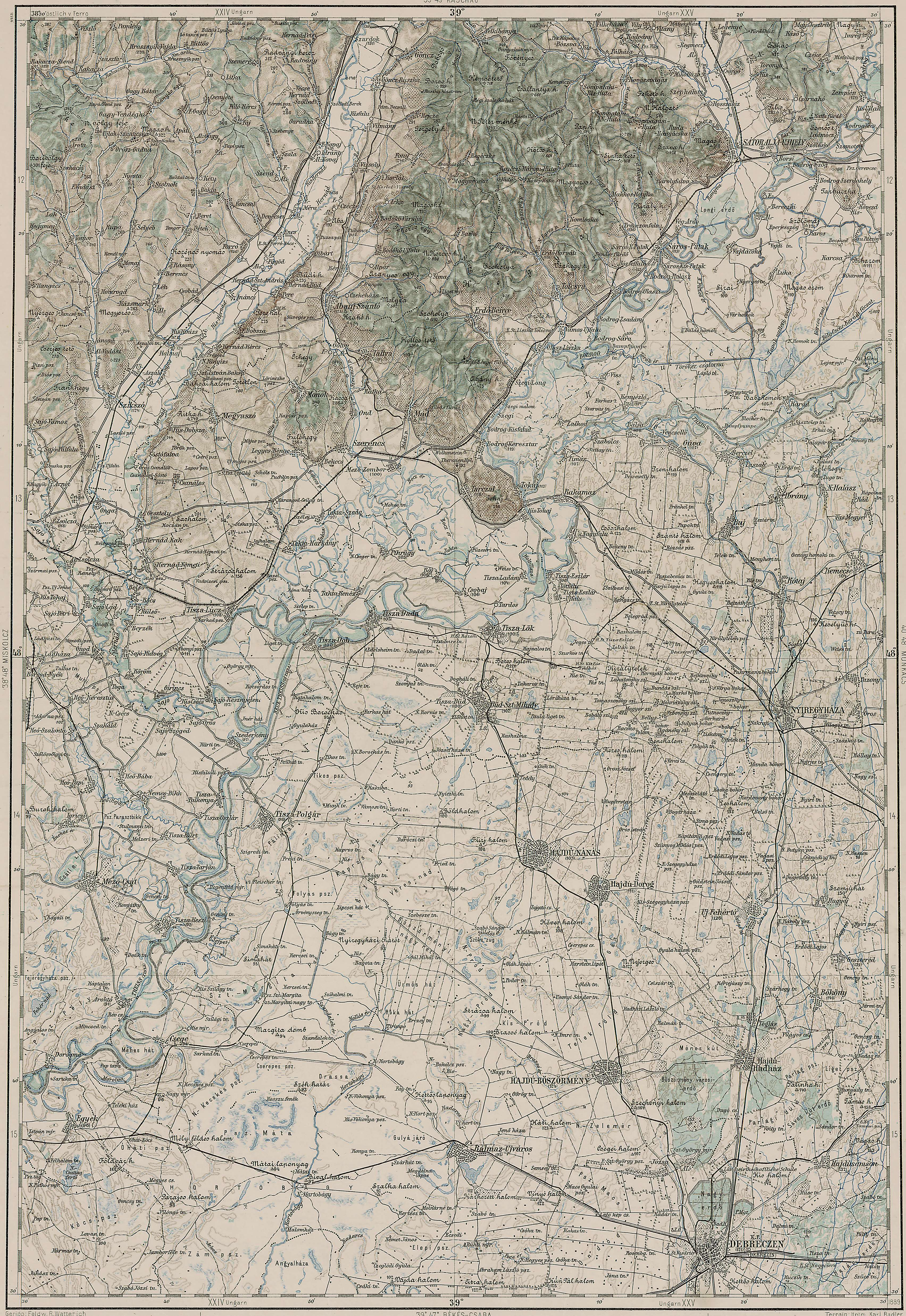

Egyek nagyközség Hajdú-Bihar vármegyében, a Balmazújvárosi járásban.

## Fekvése, földrajza
Hajdú-Bihar vármegye legnyugatibb települése: a megyeszékhely Debrecentől 60 kilométerre fekszik, nyugati határszélének egy szakaszán már a Tisza folyik. Területe határos Jász-Nagykun-Szolnok és Borsod-Abaúj-Zemplén vármegyékkel is, sőt egy rövid szakaszon még a Tisza túlpartjára is átnyúlik.
Népesebb különálló településrészei: Félhalom, a központjától 2 kilométerre délnyugatra, Telekháza 4 kilométerre északkeletre, valamint Ohat, légvonalban körülbelül 8, közúton 9-10 kilométerre keletre.
A közvetlenül határos települések: észak felől a borsodi (a Tisza túlpartján fekvő) Tiszadorogma, északkelet felől Tiszacsege, délkelet felől Hortobágy, dél felől Kócsújfalu (Tiszafüred különálló településrésze), délnyugat és nyugat felől pedig a Jász-Nagykun-Szolnok vármegyei Tiszafüred.

### Megközelítése
Legfontosabb közúti megközelítési útvonala a 3315-ös út, ezen érhető el Tiszafüred, illetve Tiszacsege-Polgár felől is. Hortobággyal a 3322-es út kapcsolja össze.
Az ország távolabbi részei felől a leginkább kézenfekvő megközelítési útvonala: Füzesabonyig az M3-as autópályán (vagy a 3-as főúton), onnan pedig a 33-as főúton. A főútról a Patkós Csárdánál letérve, körülbelül 4-5 kilométer után érhető el a település.
A hazai vasútvonalak közül a Debrecen–Füzesabony-vasútvonal érinti, melynek két megállási pontja van itt: Egyek vasútállomás, a belterület déli részén – ennek közúti elérését a 3315-ös útból kiágazó 33 324-es számú mellékút (települési nevén Hunyadi János utca–Vasút utca) biztosítja –, valamint Ohat-Pusztakócs vasútállomás, Ohattól bő két kilométerre északnyugatra, a 3322-es út vasúti keresztezése közelében; azt a 33 323-as számú mellékút szolgálja ki. [Ohat-Pusztakócs volt az egyik végállomása az 1891-től 2009-ig üzemelő Ohat-Pusztakócs–Nyíregyháza-vasútvonalnak.]

## Nevének eredete
Szabó Károly történész szerint nevét Edekon hun követtől nyerte. Szerinte „mindenképpen ősnépek telephelye volt, kitűnik abból, midőn 1868-ban a községtől délnyugatra szőlő ültettetett, a földből igen sok urna… és bronztárgy ásatott ki”.
Pais Dezső a „szent” jelentésű ügy, üd, így ad, egy szavunkból magyarázza „-k” vagy „-g” kicsinyítő képzős származékként.
Györffy György mindezekkel szemben Ügyek személynevünkben egy honfoglalás előtti időből átvett régi török, „ügő” (méltóságot jelölő) köznév magyar „-k” képzővel bővült alakját látja.

## Története
A Tisza árteréből kiemelkedő területen már az őskorban is laktak. A községről Priszkosz görög történész is beszámol. Írásos forrásokban viszonylag későn (1322)-ben bukkant fel, de ekkor már egészen bizonyosan régen létezett. Ezt jól mutatja, hogy első templomát Szent István tiszteletére építették a 12. század elején. A község a tatárjárásban elpusztult, csak a 13. században telepítették be újra. A tatárjárás után a magukat a faluról elnevező középbirtokos Egyekiek tulajdona volt – az Egyeki családról 1367-ig vannak adatok. Később a falu az Ohati, a Bérczy, a Linkai, majd a Zelenay család birtokába került. Zelenay Gergely 2000 aranyforintért nagy-luchei Dóczy Orbán egri püspöknek adta el. Mátyás király Budán kelt oklevelében olvasható, hogy Nagylucsei Dóczy Orbán egri püspök 1487-ben Egyek (Ethyek) faluban élő „népeinek és jobbágyainak” megszerezte a kiváltságot, hogy áruikkal háborítatlanul közlekedhessenek szerte az országban, és az egri püspök egyeki jobbágyait törvény elé vinni csak az egyeki bírákkal és esküdtekkel egyetértésben lehet. A birtokot Dóczy István szerémi püspök (Orbán unokaöccse) 1492-ben az egri káptalannak adományozta.
Miután Szolnok 1552-ben elesett, a törökök a szolnoki szandzsákhoz tartozó adózó helynek írták össze. 1615-ben a bajomi vár tartozékaként tartották számon.
A 16. század második felében a lakosság nagy része református hitre tért, és 1621-ben Egyeknek már bizonyosan volt református temploma is. Legrégibb úrasztali (református) kelyhe 1694-ben készült.
A második hajdú felkelés után a bajomi uradalom tartozékaként Nagy András hajdú generális kapta meg. A török kiűzése után az egri káptalan, mint a hajdúk előtti jogos tulajdonos visszaperelte, mint a szomszédos települések legtöbbjét.
A református lakosság 1700-ban még kedvező szerződést kötött az akkor Kassán székelő egri főkáptalannal, de az évszázad második felére a káptalan megemelte a földesúri terheket és erőszakos rekatolizációba kezdett, amiért a lakosok tömegesen költöztek el. Ehhez döntő lökést adott az 1773-ban, a reformátusok rovására végrehajtott úrbéri rendelet. Az elűzöttek többsége 1773-ban a Vay család csegei birtokán, az Árkus-parton húzta meg magát, majd 23 év múlva az Arad vármegyei Kispereg pusztán telepedtek le. Magukkal vitték harangjukat és klenódiumaikat is. A reformátusok kiűzetésére ma a katolikus templom előtti kőkereszt emlékeztet.
A reformátusoknak volt temploma a Hunyadi út 45/a alatt. A templom egészen az 1990-és évekig üresen  állt, a rendszerváltás óta virágbolt üzemel benne. A reformátusok létszáma az 1960-as évekre 30–40 főre csökkent, ekkor a templomban még istentiszteletet is tartottak.[forrás?]
A falut a káptalan a 18. század végén — Szentmargitához hasonlóan — római katolikus vallású palócokkal népesítette be újra.
Fejlődése a 19. században, a Tisza szabályozásának idején vett újabb lendületet. Ez sok embernek adott munkát, árvízmentesített, kitűnő talaja pedig szántóföldi művelésre is alkalmas volt.
A falu sokáig Szabolcs vármegyéhez tartozott, majd az 1876. XXXIII. törvénycikkel megalakított Hajdú vármegyéhez került.
Az első világháborúban 229 egyeki esett el, a másodikban ennél is több.
Az első világháború és a Tanácsköztársaság után a falunkban egy vékony, gazdagodó parasztréteg alakult ki. A

## Közélete
A káptalan birtokait 1945-ben felosztották. A villamosítást 1947-ben kezdték el. A falut 1970. július 1-jével nagyközséggé nyilvánították, 1970 és 1990 között nagyközségi tanácsa volt.

### Polgármesterei
| Időszak   | Polgármester        | Párt        | Megjegyzés                           |
| --------- | ------------------- | ----------- | ------------------------------------ |
| 1990–1994 | Szincsák Ferenc     | független   |                                      |
| 1994–1998 | Szincsák Ferenc     | független   |                                      |
| 1998–2002 | Szincsák Ferenc     | független   |                                      |
| 2002–2006 | Dr. Hegyesi Kálmán  | független   |                                      |
| 2006–2009 | Szincsák Ferenc     | független   |                                      |
| 2009–2010 | Szincsák Ferenc     | független   | időközi választás 2009. november 15. |
| 2010–2014 | Dr. Miluczky Attila | független   |                                      |
| 2014–2019 | Dr. Miluczky Attila | független   |                                      |
| 2019–2024 | Dr. Miluczky Attila | független   |                                      |
| 2024–     | Dr. Miluczky Attila | Fidesz-KDNP |                                      |

## Népessége
A település népességének változása:
| Lakosok száma | 1181 | 5128 | 5113 | 5335 | 4798 | 4924 | 4849 | 4827 |
|               | 1995 | 2013 | 2014 | 2019 | 2021 | 2022 | 2023 | 2024 |

A 2011-es népszámlálás során a lakosok 82,3%-a magyarnak, 5,4% cigánynak, 0,3% németnek, 0,3% románnak mondta magát (17,7% nem nyilatkozott; a kettős identitások miatt a végösszeg nagyobb lehet 100%-nál). A vallási megoszlás a következő volt: római katolikus 45,6%, református 4,3%, görögkatolikus 0,8%, felekezeten kívüli 16,1% (30,2% nem válaszolt).
2022-ben a lakosság 92,9%-a vallotta magát magyarnak, 4,1% cigánynak, 0,8% németnek, 0,2% románnak, 0,1% bolgárnak, 0,1% ukránnak, 1,2% egyéb, nem hazai nemzetiségűnek (6,6% nem nyilatkozott; a kettős identitások miatt a végösszeg nagyobb lehet 100%-nál). Vallásuk szerint 32,9% volt református, 4,3% római katolikus, 0,9% görög katolikus, 2,7% egyéb keresztény, 0,8% egyéb katolikus, 0,1% evangélikus, 24,3% felekezeten kívüli (34% nem válaszolt).

## Infrastruktúra
Egyeken napközi otthonos óvoda, általános iskola, könyvtár, művelődési ház, egészségház, védőnői szolgálat, gyermekjóléti szolgálat, idősek napközi otthona, gyógyszertár, mentőállomás és tűzoltóság is található; ezek részben önálló intézmények, az első kettőt a katolikus egyház működteti.
Bár a gáz- és vízvezetékhálózat 100%-ban kiépített, a 2490 lakásnak csak 99%-ában érhető el a vezetékes ivóvíz. A szennyvízcsatorna-hálózatot a lakások 75%-a előtt építették ki. Vezetékes telefon 1251 lakásban van, a településen helyi kábeltelevízió-hálózat is működik. A teljes belterületi úthálózatban az utak 51,3%-a burkolt.

## Településrészek
- Félhalom (belterület) a falu központjától 5 km-re,
- Ohat (külterület) a falu központjától 12 km-re,
- Telekháza (belterület) a falu központjától 7 km-re.

## Nevezetességei
- Szent József-templom (Fő tér) – 1790 körül, késő barokk stílusban épült. Benne Kovács Mihály, a 19. század jeles egyházi festőjének képe 1863-ban készült. A második világháborúban a templom megsérült, de helyreállították, ma műemléki védelem alatt áll.[16]
- Kálvária-domb kápolna az ú.n. kálváriás  temetőben (Bartók Béla u.)[17]
- I. világháborús emlékmű – Krisztus karjában elesett katonával (Fő tér)[18]
- Nepomuki Szent János szobra (Fő tér)[18]
- Az általános iskola homlokzatán a vérszerződést ábrázoló falfestmény (Béke u.)
- Meggyes csárda – csárdamúzeummal
- A Hortobágyi Nemzeti Park nyugati fogadóháza - Patkós Galériával
- Vértelkek
- Szöghatár-halom, kunhalom régi sírokkal, kőkeresztekkel
- Az ohati Gödény-kastély, mely a második világháború után iskolaként funkcionált.

### Emlékhelyek
- A templom előtt álló kőkereszt a hajdani egyeki reformátusok emléke
- Zsidó temető (Tópart u., Hunyadi u. sarok)

### Természeti értékek
- Egyek-pusztakócsi-mocsarak Természetvédelmi Terület (Hortobágyi Nemzeti Park) északi része (Csattag) tanösvénnyel,
- Ohat-erdő nagyobbik része, az egyik utolsó sziki tölgyes erdő.
- Tiszadorogmai Göbe-erdő Természetvédelmi Terület kisebbik része,
- Ohati halastavak és Feketerét (vízmadarak paradicsomai, mindkettőn madárlessel),
- Partifecsketelep (Egyek-Félhalom út mellett).

## Testvérvárosai
- Radzyń Podlaski, Lengyelország
- Kispereg, Románia

## Híres egyekiek
- Itt született 1906. június 19-én Ádám Zsigmond gyermekváros-szervező pedagógus.